# Episymploce baileyi
Episymploce baileyi är en kackerlacksart som beskrevs av Roth, L. M. 1987. Episymploce baileyi ingår i släktet Episymploce och familjen småkackerlackor.
Artens utbredningsområde är Laos. Inga underarter finns listade i Catalogue of Life.